# Semana Santa en Valladolid
La Semana Santa de Valladolid es el principal acontecimiento cultural, religioso y de atracción turística de la ciudad. Sus tallas se encuentran entre las de mayor valor artístico del mundo en escultura policromada, gracias sobre todo a imagineros como Juan de Juni y Gregorio Fernández, activos en el periodo en que la ciudad fue Corte imperial. El Museo Nacional de Escultura de la ciudad cede un total de 42 imágenes (distribuidas en los correspondientes pasos) para las procesiones, como hecho museístico singular en España. La Semana Santa de Valladolid ha sido calificada como la que representa con mayor fidelidad, rigor y detalle la Pasión.
Además del valor artístico y catequético de su imaginería religiosa, la Semana se caracteriza por la devoción, sobriedad, silencio y respeto de los cofrades y el público, y por actos singulares como la Procesión General de la Sagrada Pasión del Redentor y el Sermón de las Siete Palabras de la Plaza Mayor, que recuerda a los autos de fe del siglo XVI. Por todo ello, esta celebración fue declarada de Interés Turístico Internacional en 1980.
En 2014 se iniciaron los trámites para conseguir su reconocimiento como patrimonio cultural inmaterial de la Humanidad, con la aprobación por unanimidad en el Ayuntamiento de la ciudad. En octubre de 2015, la Comisión de Cultura del Congreso de los Diputados aprobó instar al Gobierno para elevar tal declaración a la UNESCO.

## Historia

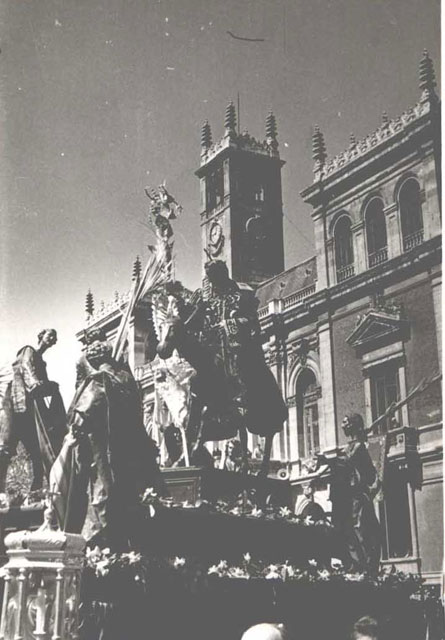
Procesión de las Palmas el Domingo de Ramos. Paso de "La Entrada Triunfal de Jesús en Jerusalén" conocido popularmente como "La Borriquilla"

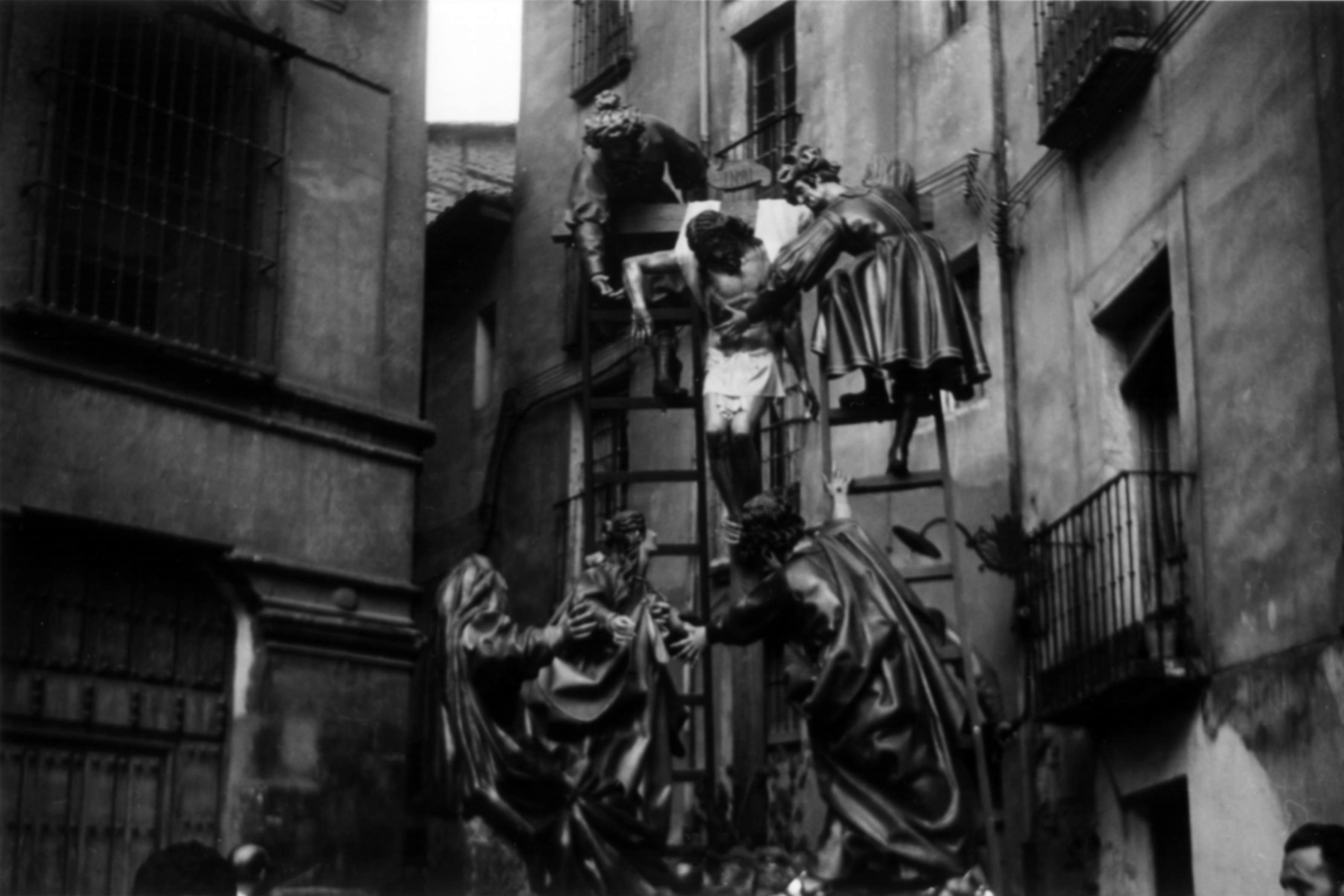
El Reventón

Las primeras procesiones en las calles vallisoletanas se celebraron en el siglo XV, si bien anteriormente las hubo en el interior de los conventos, donde nacieron las cinco cofradías históricas: Vera Cruz, Angustias, Piedad, Sagrada Pasión y Jesús Nazareno. En los siglos XVI y XVII llegó el mayor esplendor escultórico, iniciado con las obras de Juan de Juni y de Gregorio Fernández. Con el siglo XVIII se entró en una etapa de decadencia, atemperada por la celebración de algunos actos de las cofradías penitenciales y, desde 1810, de la Procesión General del Santo Entierro, hoy denominada Procesión General de la Sagrada Pasión del Redentor, aunque de forma irregular.
En 1920, a instancias del Arzobispo de Valladolid, Remigio Gandásegui, quien contó con la colaboración del arquitecto e historiador Juan Agapito y Revilla y del entonces director del Museo Provincial de Bellas Artes (hoy Museo Nacional de Escultura) Francisco de Cossío, se recuperan los desfiles procesionales con la presencia de las cofradías penitenciales y de las imágenes que se habían ido conservando en el Museo. En las procesiones colaboran también asociaciones religiosas seglares, que pronto darán paso a la creación de numerosas nuevas cofradías, todas las cuales se irán incorporando a la renovada Procesión General del Viernes Santo, que adquiere la estructura que se ha mantenido hasta hoy. Desde finales del siglo XX, las cofradías han impulsado la recuperación o renovación de su patrimonio imaginero y nuevas salidas procesionales.

## Actos previos

### Cartel y programa
El cartel y el programa oficial son dos de los elementos típicos que año tras año despiertan la curiosidad y expectación del mundo cofrade vallisoletano.
El primero se presenta oficialmente a mediados del mes de enero, junto con la designación de quien será Pregonero. Desde mediados de los noventa se realiza sobre la base de un turno rotatorio de las cofradías. Así, la que le corresponde ser protagonista del cartel ese año, escoge una fotografía del año anterior procedente del archivo fotográfico de la Junta de Cofradías. En cambio, en 2014 y 2015 se optó por convocar un concurso de dibujo y pintura y un concurso de fotografía respectivamente, con la anuencia de las respectivas cofradías. En 2014, la cofradía fue la del Santo Sepulcro y el ganador el pintor Miguel Ángel Soria con una lámina del paso titular frente a la iglesia de San Benito. En 2015 le tocó el turno a la de la Sagrada Cena, siendo ganador José María Pérez Concellón con una fotografía de Jesús de la Esperanza.
Normalmente, semanas después se presenta un segundo, de estética más recogida, que servirá de complemento al cartel principal. Ambos carteles llevan la leyenda Valladolid / Semana Santa / Pura maravilla de arte, lema acuñado por el poeta vallisoletano Ángel de Pablos Chapado.
El programa oficial se presenta quince días antes del inicio de la Semana Santa. Desde 2010 se ha adoptado el formato de libro, en el que se contienen una serie de artículos de tipo histórico-artístico, literario, periodístico y teológico en torno a la Semana Santa vallisoletana, sus cofradías y sus imágenes y donde las fotografías tienen un papel muy importante. Se acompaña de un plano de bolsillo con las procesiones y actos y sus recorridos y la distribución de Cofradías y pasos en la Procesión General. Portada y contraportada son sendas fotografías correspondientes a la cofradía a la que le corresponde ser cartel, pero diferentes de las empleadas para los carteles.

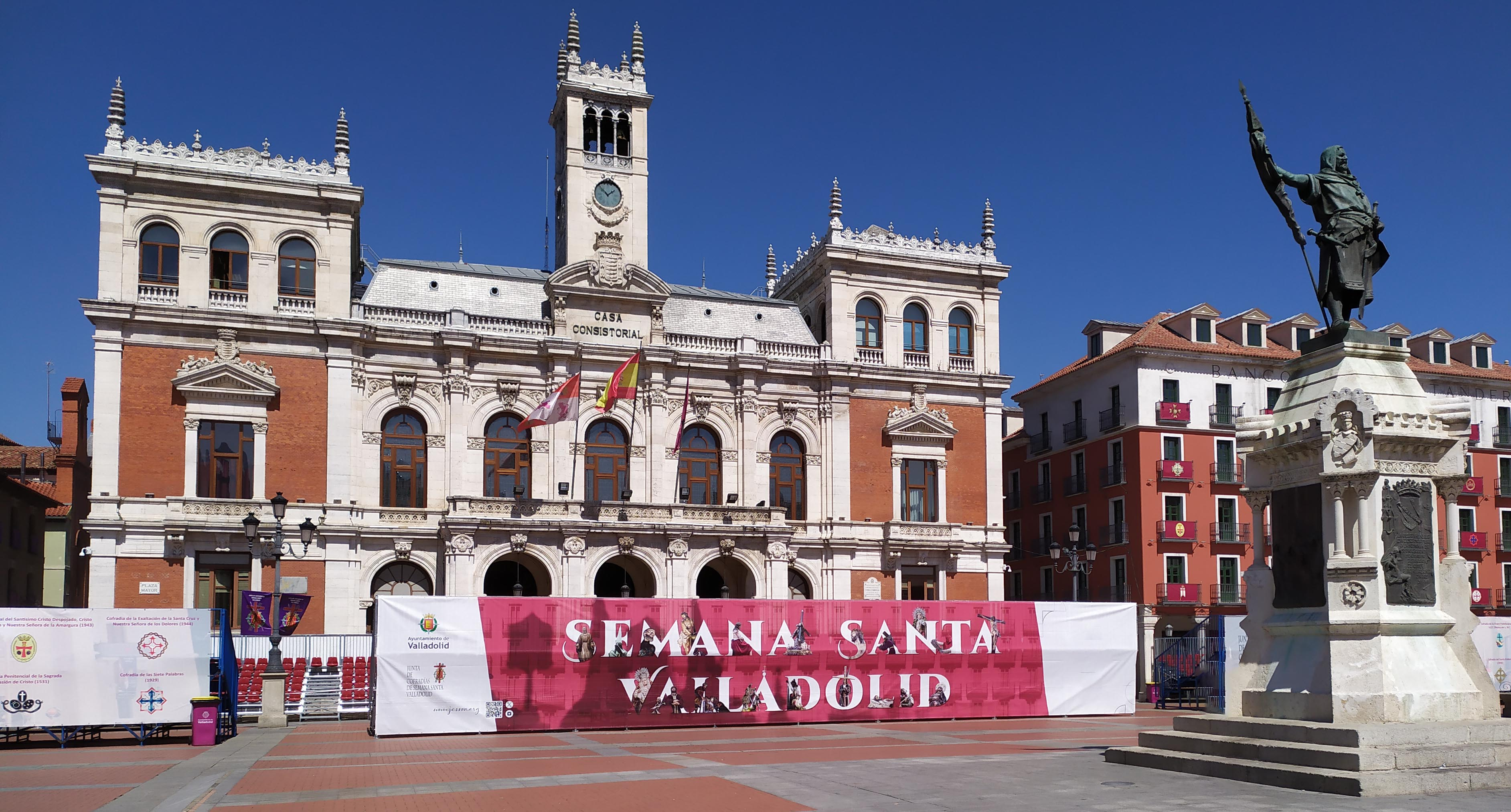
Cartel anunciando la Semana Santa de Valladolid de 2025 situado en su plaza Mayor

### Pregón de Semana Santa

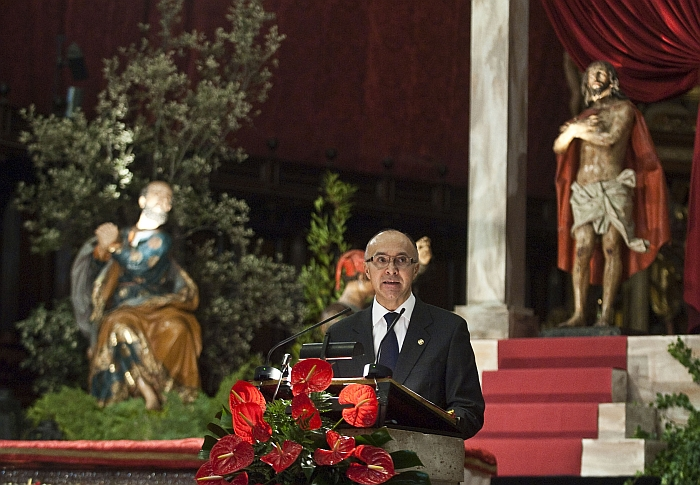
Ramiro Ruiz Medrano pregona la Semana Santa de Valladolid 2010, con el montaje al fondo

Tiene lugar en la tarde del viernes de la IV Semana de Cuaresma, una semana antes del Viernes de Dolores. Cuando ha coincidido con la festividad de San José, 19 de marzo, se ha considerado apropiado trasladarlo de fecha, celebrándose el viernes de la semana anterior.
Desde 1990 se viene celebrando en la Catedral por razones de solemnidad y aforo, tras décadas con escenarios itinerantes: el Ayuntamiento, la iglesia de San Pablo, la de San Benito o la capilla del Museo Nacional de Escultura.
El pregonero es escogido por el alcalde de una terna presentada por la Junta de Cofradías y que cuenta con la anuencia del Arzobispo. Es presentado, junto con el cartel oficial, a mediados del mes de enero.
En la tarde del pregón, el protocolo se inicia con la firma del pregonero en el Libro de Honor del Ayuntamiento, tras lo cual, acompañado por la corporación municipal, se dirige a la Catedral, donde es recibido a la puerta por el Arzobispo y el Deán. Para la ocasión, se dispone en el altar mayor un montaje de figuras que rememora alguna escena de la Pasión, en ocasiones enmarcada en un gran decorado. Alcalde y corporación municipal ocupan los primeros asientos del lateral izquierdo del altar, mientras que Arzobispo y Cabildo Catedralicio ocupan los del derecho. Los primeros bancos frontales están destinados al resto de autoridades.
El acto finaliza con una intervención musical. El texto del pregón es editado y publicado en forma de librillo por el Ayuntamiento, y puede adquirirse en los puntos de la Junta de Cofradías, siendo una constante que, en la portada y la contraportada, figuren dos fotografías del montaje que presidió el pregón el año anterior.
En los últimos años han sido pregoneros:
| Año  | Pregonero                                                                                             | Montaje | Intervención musical |
| ---- | --- | --- | --- |
| 2006 | Clemente Serna, Abad del Monasterio de Silos                                                          | Montaje conformado por las imágenes de la Virgen y San Juan del paso Madre ahí tienes a Tu hijo (Cofradía de las Siete Palabras) y el Cristo Yacente (Cofradía del Santo Entierro), todas ellas de Gregorio Fernández, y con una cruz desnuda.                                                           | Joven Orquesta de Cámara y Coro de Niños de la Fundación Caja Duero y Coro de Cámara de la Universidad de Salamanca, dirigidos por Gerard Caussé.                               |
| 2007 | Francisco Vázquez Vázquez, embajador español ante la Santa Sede                                       | Cristo Despojado (José Antonio Hernández Navarro, 1993, Cofradía del Santísimo Cristo Despojado). | Joven Orquesta de Cámara y Coro de Niños de la Fundación Caja Duero y Coro de Cámara de la Universidad de Salamanca, dirigidos por Gerard Caussé.                               |
| 2008 | Antonio Pelayo, Sacerdote y corresponsal de Antena 3 en el Vaticano                                   | Montaje conformado por el Cristo de los Carboneros (Francisco del Rincón, h. 1600) y San Juan y María Magdalena (Gregorio Fernández, 1617), todas ellas de la Cofradía de Nuestra Señora de las Angustias.                                                                                               | Joven Orquesta de Cámara y Coro de Niños de la Fundación Caja Duero y Coro de Cámara de la Universidad de Salamanca, dirigidos por Gerard Caussé.                               |
| 2009 | Gustavo Martín Garzo, escritor                                                                        | Santísimo Cristo de la Luz (Gregorio Fernández, 1630, Cofradía del mismo nombre, propiedad del Museo Nacional de Escultura). | Gerard Caussé, violinista. |
| 2010 | Ramiro Ruiz Medrano, Presidente de la Diputación de Valladolid                                        | Montaje conformado por un Ecce-Homo del Museo Diocesano y Catedralicio (Francisco Alonso de los Ríos, último cuarto del siglo XVII), San Pedro (Pedro de Ávila, h. 1720, Cofradía de Jesús Resucitado) y varios sayones procedentes del Museo Nacional de Escultura.                                     | Pilar Cabrera, organista del Gran Órgano Allen de la Catedral de Valladolid. |
| 2011 | Javier González Ferrari, Presidente Ejecutivo de Onda Cero                                            | Montaje conformado por el Cristo del Calvario (atribuido a Francisco Díaz de Tudanca, h. 1650, Cofradía de la Sagrada Pasión de Cristo) y Nuestra Señora de la Soledad (anónimo segunda mitad del siglo XVII, Cofradía de la Orden Franciscana Seglar).                                                  | Alterum Cor (Valladolid), dirigido por Valentín Benavides. |
| 2012 | Soraya Sáenz de Santamaría, Vicepresidenta Primera del Gobierno de España                             | Preparativos para la Crucifixión (Juan de Ávila, h. 1679, Cofradía del Santísimo Cristo Despojado, propiedad del Museo Nacional de Escultura) | Orfeón de Valladolid y Cuarteto de cuera de jefes de sección de la Orquesta Valladolid Ensemble, dirigidos por Ernesto Monsalve.                                                |
| 2013 | José Vicente de los Mozos, Presidente de Renault España                                               | Cristo camino del Calvario (Miguel Ángel González Jurado, 2009, Cofradía del Santísimo Cristo Despojado) | Cuarteto de cuerda Sforzato. |
| 2014 | Carlos Aganzo, poeta y Director de El Norte de Castilla                                               | El Santo Sepulcro (Cristo, anónimo de seguidores de Gregorio Fernández, durmientes de Alonso de Rozas, ángeles de José de Rozas, urna atribuida a Juan de Ávila, último cuarto del siglo XVII, Cofradía del mismo nombre, propiedad del Museo Nacional de Escultura)                                     | Orquesta de Cámara de San Benito y Coral Musicalia (Valladolid), dirigidos por Félix Ángel del Barrio. Estreno del Himno de la Semana Santa de Valladolid, de Carlos Estébanez. |
| 2015 | Ricardo Blázquez, Cardenal Arzobispo de Valladolid y Presidente de la Conferencia Episcopal Española. | La Sagrada cena (Juan Guraya, 1958, Cofradía del mismo nombre). | Cuarteto Ad Libitum |
| 2016 | Vicente Garrido Capa, exteniente de alcalde de Valladolid                                             | El Prendimiento (Miguel Ángel Tapia, 1995-2011), Cofradía de la Oración del Huerto | Cuarteto Ad Libitum |
| 2017 | Luis Argüello García, Obispo Auxiliar de Valladolid                                                   | Montaje formado por tres pasos de la Orden Franciscana Seglar: La Santa Cruz (anónimo, segunda mitad del siglo XIX), Nuestra Señora de la Soledad (anónimo, segunda mitad del siglo XVII) y Cristo Yacente (Isidro de Villoldo, siglo XVI)                                                               | Scherzo, grupo de cámara |
| 2018 | Ángel María de Pablos, poeta                                                                          | Santísimo Cristo de la Humildad (José Antonio Hernández Navarro, 2004), Hermandad Penitencial de Nuestro Padre Jesús Atado a la Columna | Cuarteto Ad Libitum |
| 2019 | José Ignacio Foces Gil, periodista y subdirector de El Norte de Castilla                              | Jesús de Medinaceli (Juan Antonio Blanco, 2012) | Scherzo, grupo de cámara |
| 2020 | No realizado a causa de la pandemia del COVID-19                                                      | | |
| 2021 | María Antonia Fernández del Hoyo, profesora de la Universidad de Valladolid                           | Ecce-Homo (Gregorio Fernández, 1620) | Sin acompañamiento musical |
| 2022 | Javier Burrieza Sánchez, profesor de la Universidad de Valladolid                                     | Montaje formado por el Santísimo Cristo de la Exaltación (Francisco Fernández Enríquez, 1999) y Nuestra Señora de los Dolores (Taller vallisoletano, h.1600) de la Cofradía de la Exaltación de la Santa Cruz y Nuestra Señora de los Dolores junto a un sayón propiedad del Museo Nacional de Escultura | Cuarteto Ad Libitum |

## Procesiones y actos
Las procesiones se inician el Viernes de Dolores y se suceden hasta el Domingo de Resurrección. El Arzobispado de Valladolid, siguiendo escrupulosamente la liturgia, ha venido considerando la jornada diurna del Sábado Santo como no litúrgica, y por tanto, no apta para celebrar procesiones. Con base a esta consideración, solo tienen lugar la Procesión de la Soledad, en la madrugada y con ausencia de todo adorno en la imagen de Nuestra Señora de las Angustias, y el Santo Entierro de Cristo, a última hora de la tarde, en que se efectúa el traslado del Cristo Yacente, con el que se cierra la Pasión y se espera a la Resurrección. Especial relevancia en la tarde del sábado, en este ambiente de recogimiento, cobra el Ofrecimiento de los Dolores a la Santísima Virgen, acto penitencial que se celebra en la iglesia de la Vera Cruz a la Dolorosa de la Vera Cruz y que goza de gran fervor entre los vallisoletanos.
Las 20 cofradías vallisoletanas alumbran un total de 61 pasos distintos, que se describen dentro de su cofradía respectiva, celebrando un total de 37 procesiones (a las que hay que añadir el Pregón y Sermón de las Siete Palabras):
| Día                | Mañana | Tarde | Noche-Madrugada |
| ------------------ | --- | --- | --- |
| Viernes de Dolores | | | Procesión de Perdón y Esperanza Vía Crucis de la Exaltación de la Santa Cruz y Nuestra Señora de los Dolores |
| Sábado de Pasión   | | Procesión de la Hermandad del Santo Cristo de los Artilleros | Procesión del Ejercicio público de las Cinco Llagas |
| Domingo de Ramos   | Procesión de las Palmas | Procesión de Amor y Misericordia del Santísimo Cristo de Medinaceli | Procesión del Traslado del Santo Cristo de Laguna de Duero |
| Lunes Santo        | | Procesión del Santísimo Rosario del Dolor | Procesión de la Buena Muerte |
| Martes Santo       | | Procesión del Encuentro de la Santísima Virgen con su Hijo en la calle de la Amargura | Procesión de la Peregrinación de la Promesa |
| Miércoles Santo    | | Vía Crucis Procesional | Procesión del Santísimo Cristo de las Mercedes Procesión del Arrepentimiento Procesión de la Piedad Procesión de la Peregrinación del Consuelo |
| Jueves Santo       | Procesión del Santísimo Cristo de la Luz | Procesión del Santísimo Cristo de la Preciosísima Sangre y María Santísima de la Caridad Procesión de Penitencia y Caridad Procesión de la Exaltación de la Luz de Cristo Procesión de la Sagrada Cena Procesión de Humildad y Penitencia (Orden Franciscana Seglar) Procesión de la Amargura en el monte Calvario Estación Eucarística en la S. I. M. Catedral de la Cofradía de Nuestro Padre Jesús Resucitado, María Santísima de la Alegría y las lágrimas de San Pedro Procesión de Cristo en Getsemaní Procesión de Oración y SacrificioProcesión del Santísimo Cristo Despojado y Nuestra Señora de la Amargura | Procesión de la Peregrinación del Silencio Procesión de Regla de la Santa Vera-Cruz Procesión del Verum Corpus Procesión titular de la Cofradía del Descendimiento y Santo Cristo de la Buena Muerte ("Cristo al Humilladero") Procesión de Regla de Nuestra Señora de las Angustias |
| Viernes Santo      | Procesión de Regla de Nuestra Señora de las AngustiasProcesión del Vía Crucis de la Santa Cruz Desnuda Pregón y Sermón de las Siete Palabras | Procesión General de la Sagrada Pasión del Redentor | Traslado solemne del Santísimo Cristo de la Luz Procesión de la Soledad |
| Sábado Santo       | | Santo Entierro de Cristo | |
| Domingo de Pascua  | Procesión del Encuentro de Jesús Resucitado con la Virgen de la Alegría                                                                      | | |

El Sermón de las Siete Palabras y la Procesión General de la Sagrada Pasión del Redentor son los acontecimientos más populares y concurridos. No obstante, la mayoría de procesiones, por su tradición, solemnidad y silencio, reflejan a la perfección el sentimiento y el alma de esta celebración.
Los actos se completan con las celebraciones litúrgicas en la Catedral, en las que también toman parte las cofradías: la Bendición de las Palmas a cargo del Arzobispo, el Domingo de Ramos por la mañana; la Misa Crismal el Jueves Santo por la mañana; la Misa de la Cena y la Celebración de la Pasión por la tarde del jueves y viernes; la Vigilia Pascual el Sábado Santo por la noche y la Misa Pascual el Domingo de Resurrección.

## Cofradías
Las cinco cofradías históricas vallisoletanas, consignadas por el portugués Tomé Pinheiro da Veiga en su Fastiginia (1605), a las que hay que añadir la cofradía franciscana seglar, nadie sabe por qué, ya que no aparece nombrada en ningún sitio, pero ellos se añaden, se formaron alrededor de las órdenes religiosas:

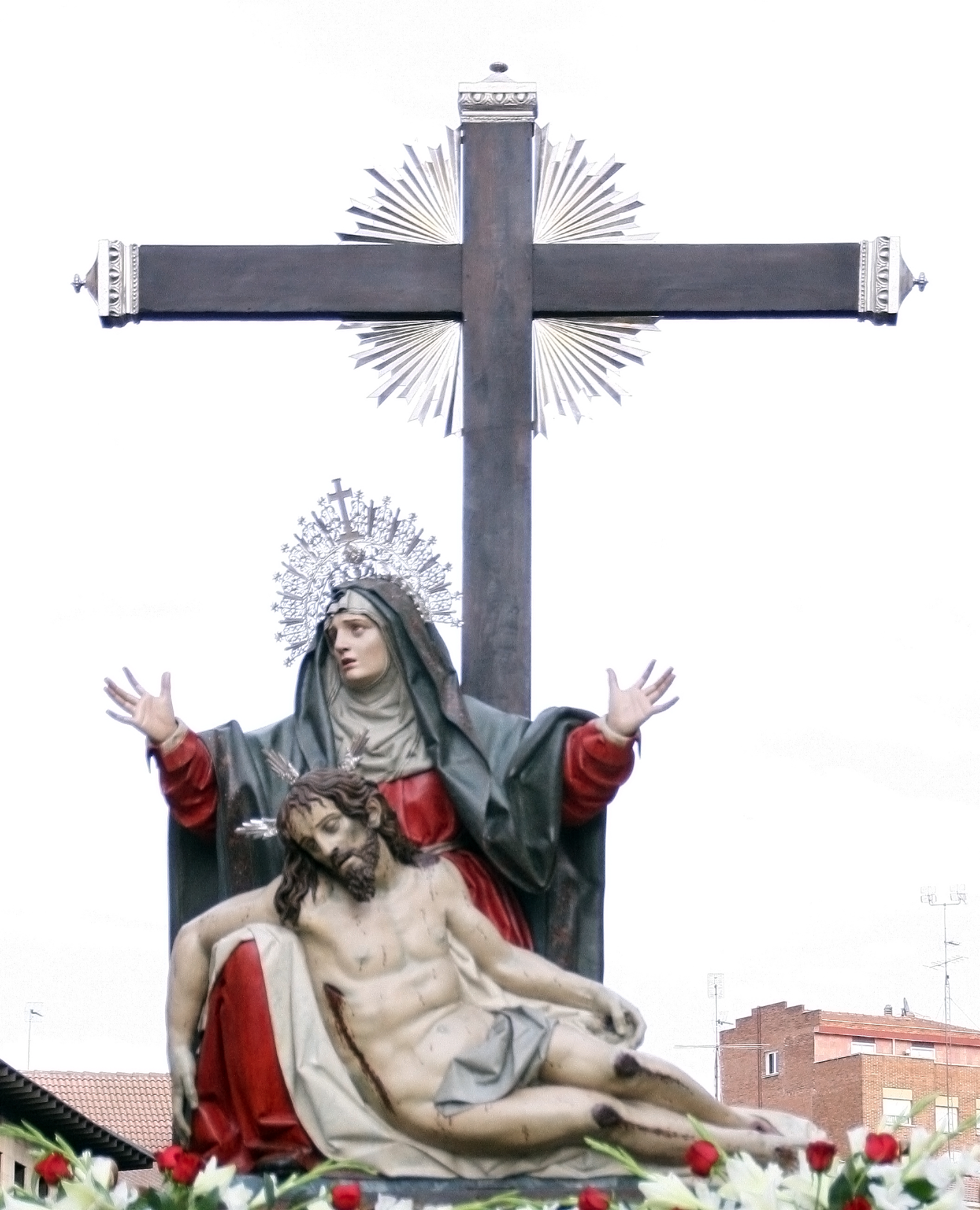
La Quinta Angustia (Gregorio Fernández, 1625) alumbrada por la Cofradía de Nuestra Señora de la Piedad

- Cofradía Penitencial de la Santa Vera Cruz: vinculada al mismo convento, no consta la fecha de su fundación, pero sí que en 1498 el Ayuntamiento le otorgaba ayuda para la construcción de un Humilladero en la Puerta del Campo. Cuentan con su propia iglesia penitencial desde finales del siglo XVI.

- Cofradía Penitencial de la Sagrada Pasión de Cristo: vinculada a los trinitarios, fue fundada en 1531 y se agregó posteriormente a la Venerable Compañía de San Juan Bautista Degollado. La obra de misericordia que llevaba a cabo era la de ayudar y consolar a los condenados a muerte y disponerlos para el bien morir. Una profunda decadencia les llevó con el paso del tiempo a la pérdida de parte su patrimonio, incluida su iglesia penitencial. En los últimos años ha visto recuperar su patrimonio procesional.

- Ilustre Cofradía Penitencial de Nuestra Señora de las Angustias: vinculada a los dominicos del convento de San Pablo, de la que solo consta su existencia sin identidad jurídica en 1536, gracias a una bula del pontificado de Paulo III. Fue aprobada canónicamente en 1569 por el entonces abad de Valladolid, y se establecieron en su propia iglesia en esa misma época.

- Muy Ilustre Cofradía de Nuestra Señora de la Piedad: vinculada con los mercedarios del desaparecido Convento de la Merced Calzada al ser refundada en 1578. Anteriormente era conocida como cofradía de los Xinoveses, por ser sus cofrades exclusivamente banqueros y asentistas genoveses cercanos a la corte de Carlos I.

- Insigne Cofradía Penitencial de Nuestro Padre Jesús Nazareno: vinculada con los agustinos del también desaparecido Convento de San Agustín. Nació en 1596, aunque hay indicios de su existencia anterior. A partir de 1676 se desliga de la Orden Agustina y se trasladan a un nuevo templo propio. Las relaciones con los agustinos fueron muy tensas, hasta el punto de serles reclamada la imagen titular, debiendo realizar la cofradía una nueva.

- Cofradía de la Orden Franciscana Seglar (V.O.T.) La Santa Cruz Desnuda: Surgió en el desaparecido Convento de San Francisco, que se ubicaba en la Plaza Mayor y ya existía en el siglo XIII; la cofradía puede datar de finales del siglo XV. No existe constancia de nada de esto, de hecho la primera vez que se habla de esta cofradía es en el siglo XX. Según una escritura de 1661 se sabe que la Orden Franciscana, que no cofradía alguna con este nombre, contaba con capilla propia, pero en el siglo XVII establecieron una nueva sede en el Convento de San Diego. Con el regreso de los franciscanos a Valladolid en 1924, se trasladan a sus conventos y pudiera ser la fecha más cercana a la fundación de la cofradía.

A raíz de la recuperación de las procesiones de Semana Santa en 1920, empezaron a fundarse una serie de cofradías: unas a partir de asociaciones piadosas, y más en concreto de sus secciones juveniles, y otras por iniciativa directa del Arzobispo Remigio Gandásegui, con la finalidad principal de procesionar uno o varios de los pasos recuperados. Así se fueron creando hasta trece nuevas cofradías. A ellas hay que sumar la del Discípulo Amado, que tras una breve existencia en los años cincuenta sin aprobación canónica, consiguió su aprobación en 2011.

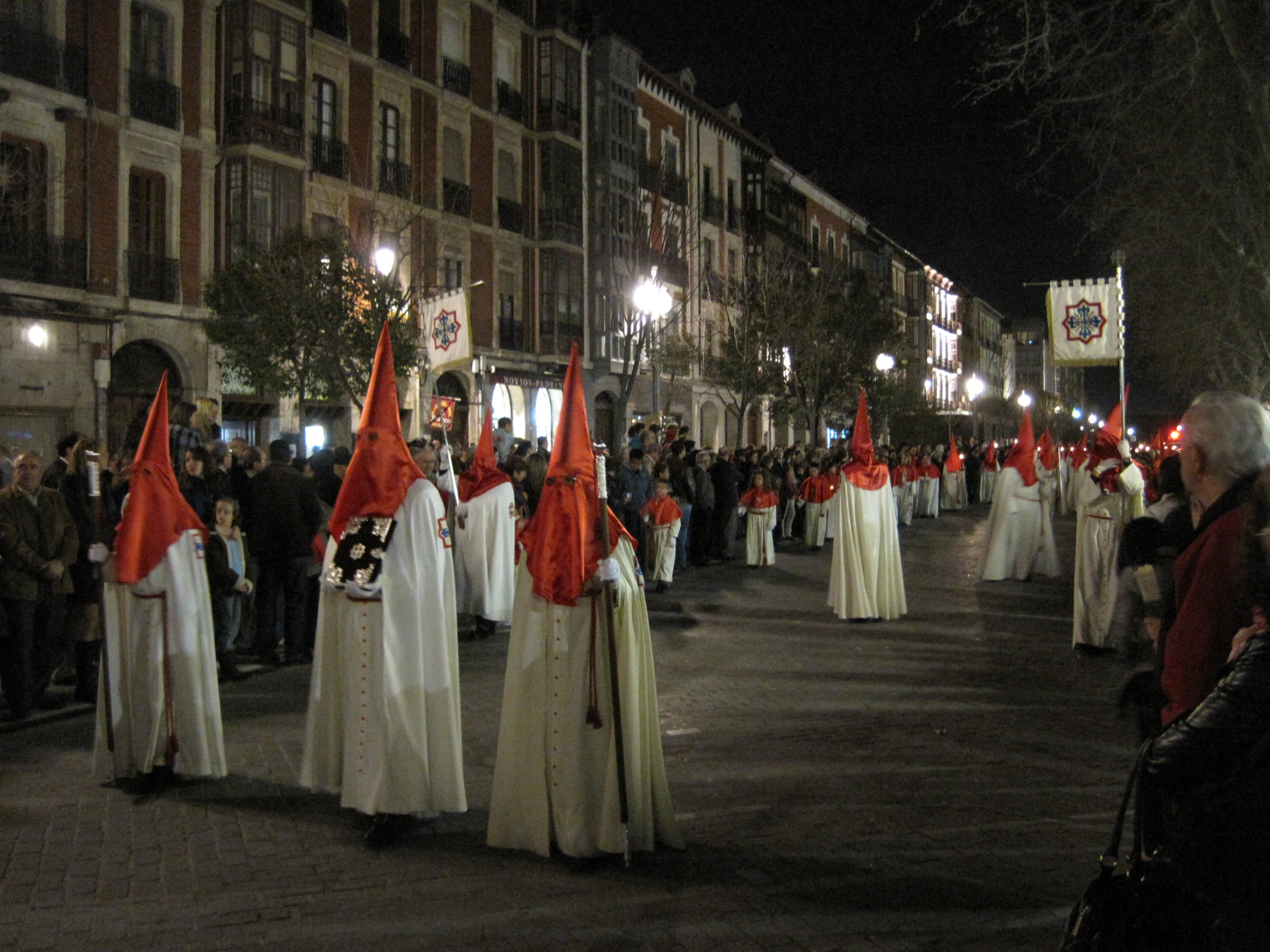
Cofrades de Las Siete Palabras, en procesión por la Acera de Recoletos

- Real y Venerable Cofradía de la Preciosísima Sangre de Nuestro Señor Jesucristo: Se fundó en 1929. Durante sus primeros años de existencia acompañaba el Cristo de los Carboneros y posteriormente un Crucificado de Juan de Juni. Finalmente en 1953, la cofradía alumbró por primera vez su imagen titular, obra del escultor Lázaro de Gumiel.

- Cofradía de las Siete Palabras: Fundada en 1929 por un grupo de jóvenes deseosos de participar en las celebraciones de Semana Santa. En 1975 lograron su objetivo de tener siete pasos que representan cada una de las últimas palabras de Cristo en la Cruz. Organizan el Pregón y el Sermón de las Siete Palabras.

- Hermandad Penitencial de Nuestro Padre Jesús atado a la Columna: En 1930 Remigio Gandásegui conociendo el interés devocional de los congregantes de San Estanislao de Kostka y de San Luis Gonzaga, les encomendó el alumbramiento de los pasos de La Flagelación del Señor, El Señor atado a la columna y Camino del Calvario. Esta sección desfilaba con insignias y distintivos propios de la Congregación Mariana, hasta que en 1941 adoptan la denominación y el hábito actual.

- Cofradía del Santo Entierro: En 1930 Gandásegui canaliza las inquietudes que un grupo de amigos, pertenecientes al Círculo de Recreo, tenían sobre la Semana Santa. En 1931 procesionan por primera vez alumbrando el Entierro de Cristo de Juan de Juni, que por su deficiente estado debieron sustituir por el Cristo Yacente de Gregorio Fernández. Estuvo a punto de desaparecer, pero ha recuperado cofrades en las últimas décadas.

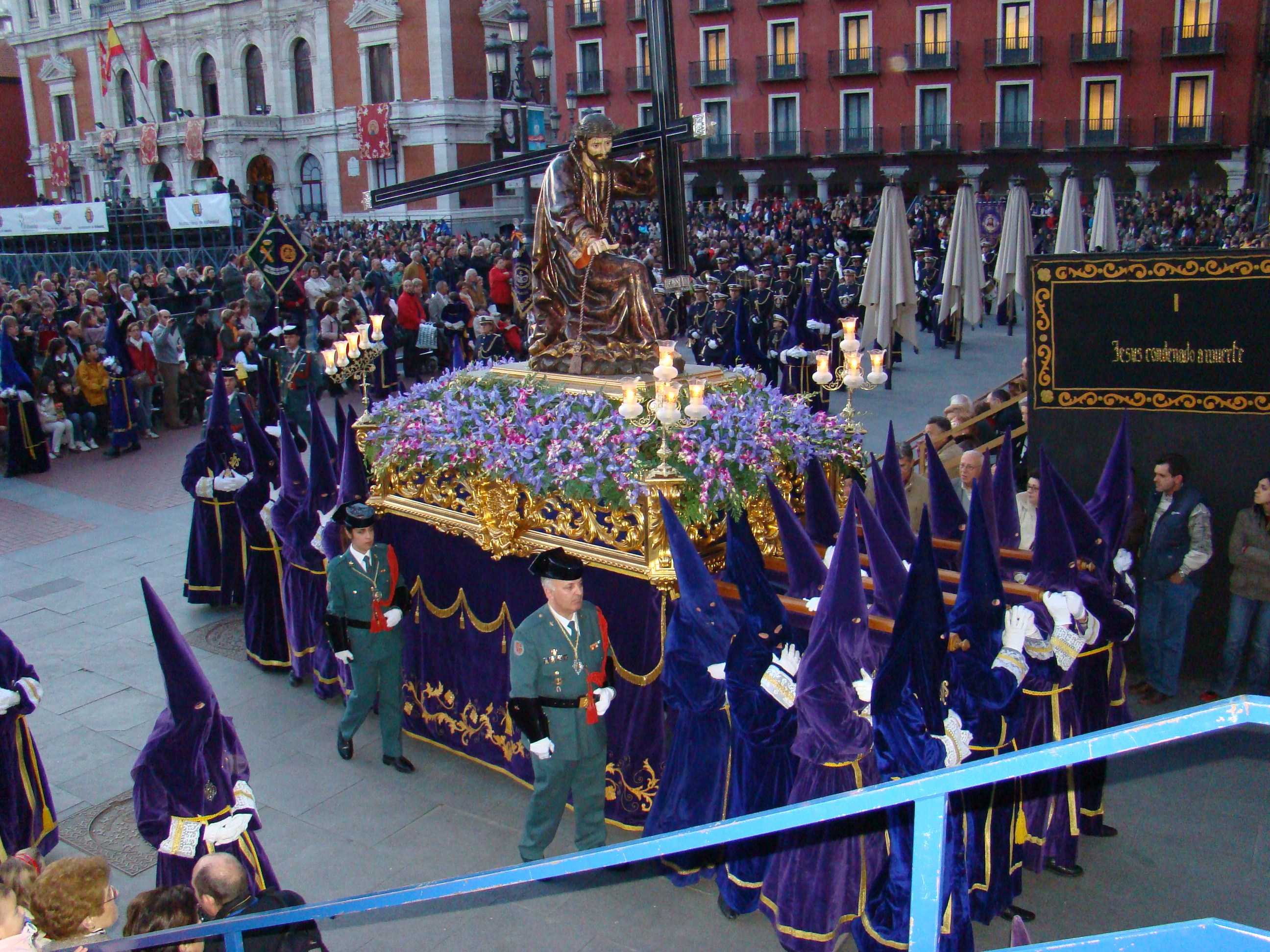
Nuestro Padre Jesús Nazareno (Escuela Castellana, antes de 1662) portado a hombros en procesión el miércoles Santo

- Cofradía Penitencial de La Oración del Huerto y San Pascual Bailón: Fundada el 13 de marzo de 1939 por un grupo de hortelanos y jardineros, tuvo por fin primordial, alumbrar, acompañar y adornar con el mayor esplendor el paso La Oración del Huerto de Andrés de Solanes, que se conserva en la iglesia penitencial de la Santa Vera Cruz.

- Cofradía del Descendimiento y Santísimo Cristo de la Buena Muerte: Creada el 26 de marzo de 1939 por un grupo de cofrades reunidos en la sacristía de San Miguel y San Julián para alumbrar el paso del mismo nombre, propiedad de la cofradía de la Santa Vera Cruz. Desfilan por primera vez en 1940 portando el mencionado paso.

- Cofradía Penitencial y Sacramental de la Sagrada Cena: Fundada en 1940 por un grupo de personas amantes de la Eucaristía, al frente de los cuales se encontraba Andrés Gamboa Murcia. En la actualidad alumbra los pasos Jesús de la Esperanza y La Sagrada Cena.

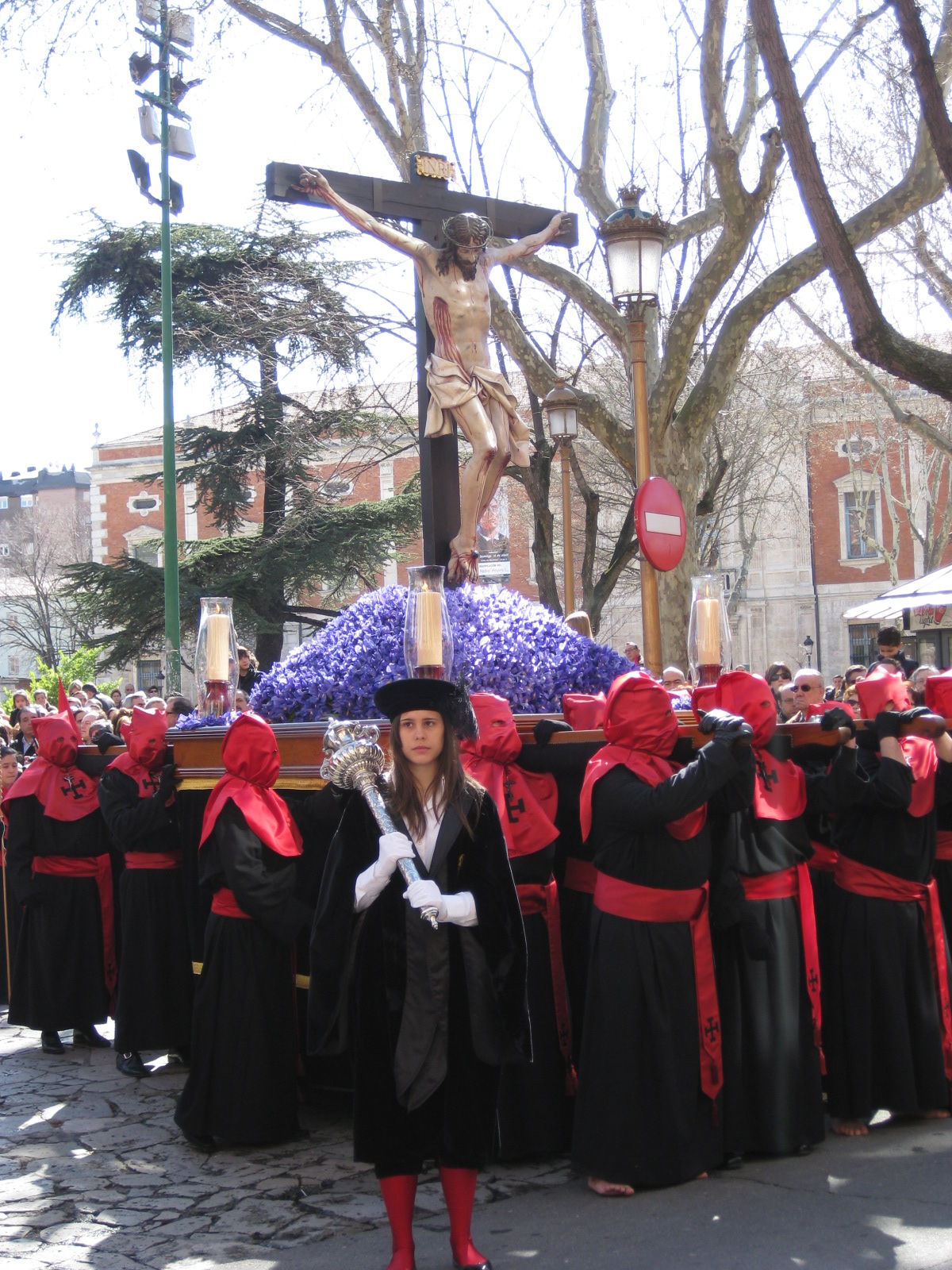
El Cristo de la Luz (Gregorio Fernández, c. 1630) en procesión el Jueves Santo

- Hermandad Universitaria del Santo Cristo de la Luz: A finales de 1940, el entonces Rector de la Universidad de Valladolid, Cayetano Mergelina y Luna, impulsa una nueva cofradía formada por catedráticos y profesores de dicha institución, que procesionaba sin hábito y fue conocida como Cofradía de los Docentes. Tras décadas de inactividad, es refundada en 1993, admitiendo desde entonces también a alumnos o a personas no vinculadas con la Universidad.

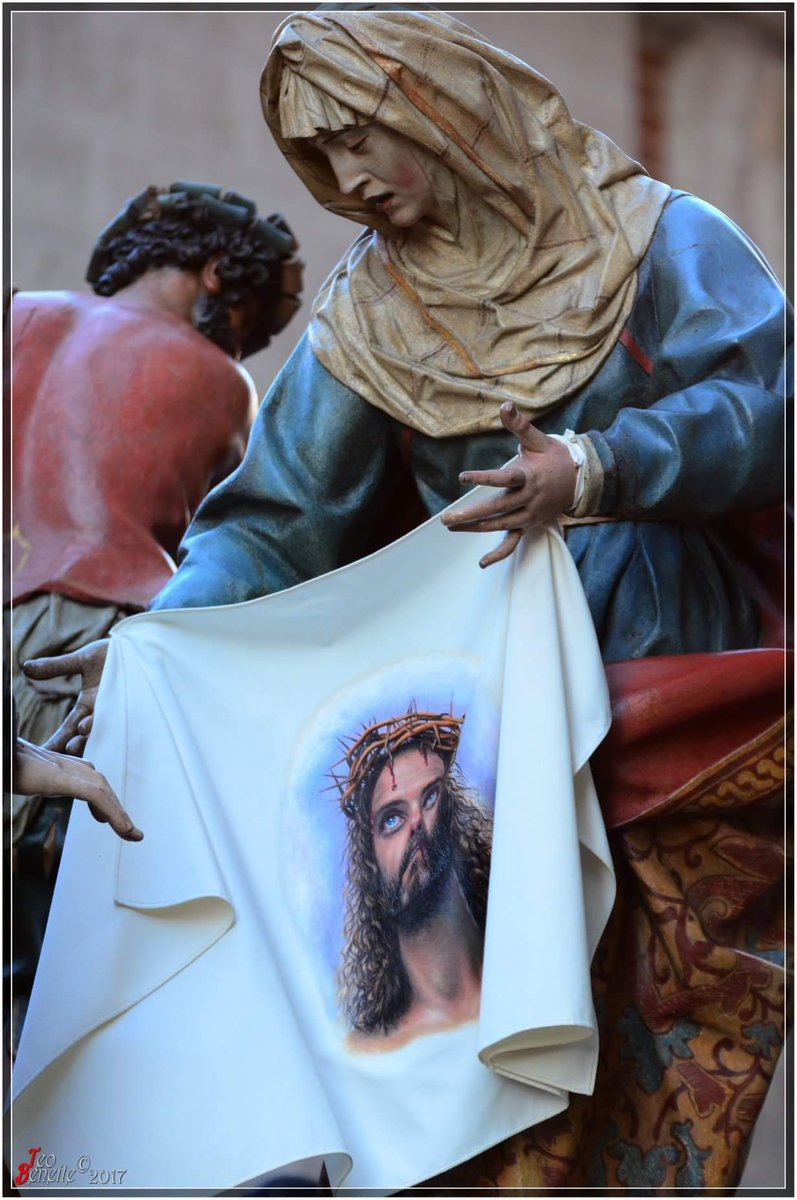
Imagen de la Verónica, parte del grupo procesional del Camino del Calvario del escultor Gregorio Fernández. El paño es obra del artista vallisoletano Miguel Galván en el año 2017 por encargo de la Real Cofradía del Santísimo Cristo Despojado

- Real Cofradía Penitencial del Santísimo Cristo Despojado, Cristo Camino del Calvario y Nuestra Señora de la Amargura: Creada en el seno de la Juventud Obrera Católica (JOC), como una sección más de la Organización. Data oficialmente del 23 de diciembre de 1943, aunque sus orígenes se remontan a fechas anteriores, cuando desde 1930 procesionaban de paisano el Viernes Santo los pasos El Despojo y La Verónica. Única Cofradía en Valladolid que no se cubre la cara con capirote. En los últimos años, han visto crecer su patrimonio con imágenes de gran factura, como son el Santísimo Cristo Despojado (1993), Nuestra Señora de la Amargura(2000) y Cristo Camino del Calvario (2009).

- Cofradía de la Exaltación de la Santa Cruz y Nuestra Señora de los Dolores: Creada en 1944 en el seno de la Hermandad Ferroviaria de la Sagrada Familia, se conocen sus actividades en la Semana Santa desde 1938, en que acompañan al paso denominado Sitio. El arzobispo García y García anima a formar una sección de Semana Santa que vistiera hábito penitencial y que alumbrara el paso de La Elevación de la Cruz. Es la única cofradía penitencial establecida fuera del centro histórico de Valladolid, concretamente en el barrio de Las Delicias.

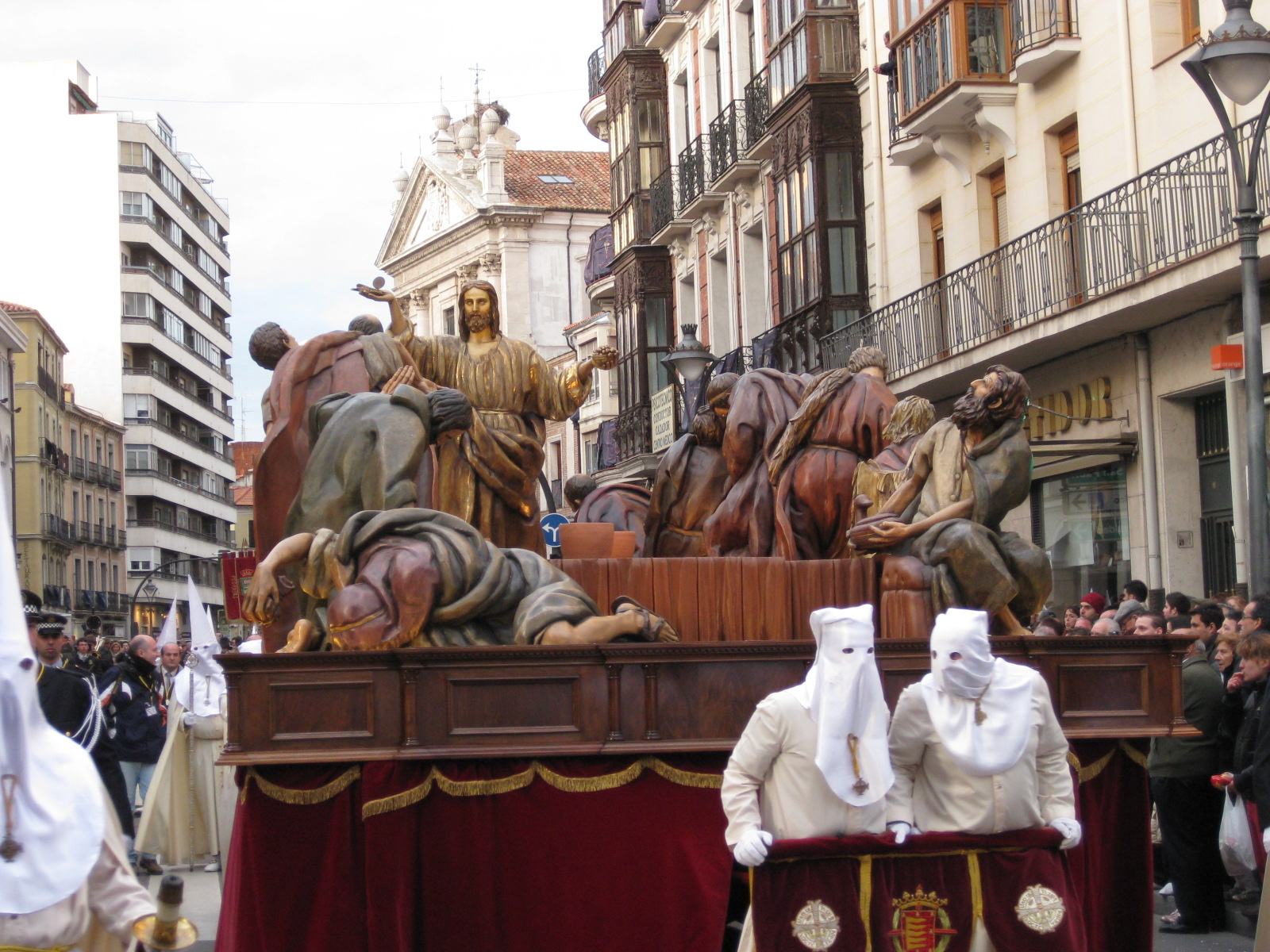
La Sagrada Cena (Juan Guraya Urrutia, 1958) durante la Procesión General de la Sagrada Pasión del Redentor

- Hermandad del Santo Cristo de los Artilleros: Conocida también como Cofradía del Santo Cristo de la Caña, no se sabe con exactitud la fecha en que el personal del Arma de Artillería empezó a acompañar la imagen del Ecce-Homo, pero en 1944 se constituyó como cofradía, entrando a formar parte de ella todos los artilleros y personal perteneciente al Cuerpo de Ingenieros de Armamento de la Fábrica Nacional.

- Cofradía del Santo Sepulcro y Santísimo Cristo del Consuelo: Nacida en el año 1945 del entusiasmo de la activa Asociación Josefina, dirigida por José Antonio Carrasco, de la orden de los Carmelitas Descalzos.

- Cofradía de Nuestro Padre Jesús Resucitado y María Santísima de la Alegría: Fundada el 30 de marzo de 1960. Tomó el nombre y los fines de otra que existía a mediados del siglo XVI y de la cual se encontró documentación hasta 1740 en la parroquia de Santiago, hoy en el archivo del Arzobispado de Valladolid.

- Cofradía del Discípulo Amado y Jesús de Medinaceli: Entre 1950 y 1957 surgió una cofradía con este nombre formada principalmente por periodistas y empleados de la prensa, participando en la Procesión del Santo Entierro (actual Procesión General de la Sagrada Pasión del Redentor). La cofradía nunca fue aprobada canónicamente. Tras décadas de inactividad, fue aprobada canónicamente en 2011, por el Arzobispado de Valladolid, entrando a formar parte de la Junta de Cofradías en 2013. Regresó a las calles en 2014 procesionando en la noche de Lunes Santo a Jesús de Medinaceli y se incorporó a la Procesión General en 2015 con San Juan, paso titular.

## Imagineros

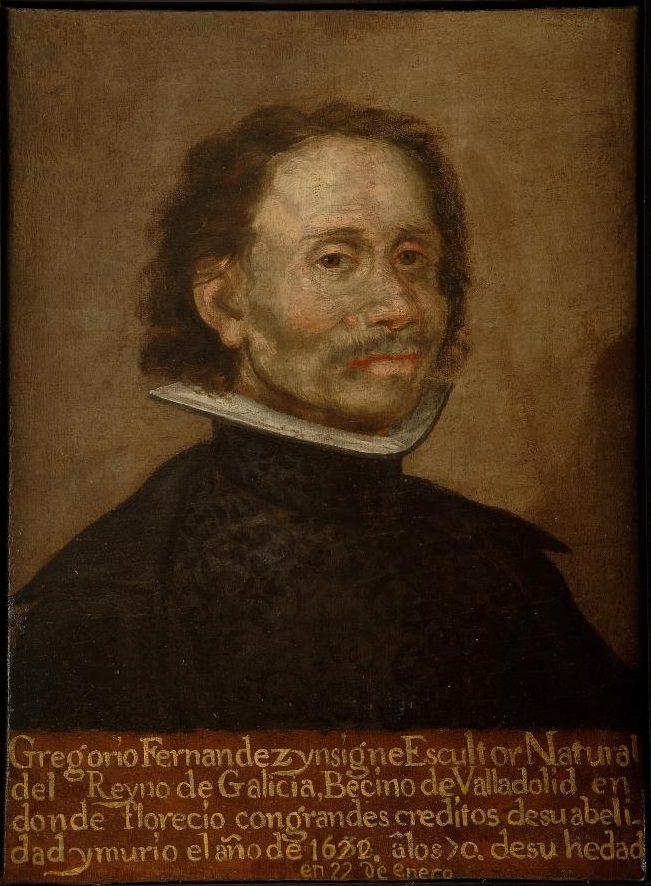
Retrato de Gregorio Fernández, máximo exponente de la Escuela Castellana, expuesto en el Museo Nacional Colegio de San Gregorio

Durante los siglos XV y XVI se llamó imagineros a los escultores que tallaban en madera imágenes religiosas, preferentemente pasos y retablos. Sus figuras solían ser de tamaño mayor que el natural y por ello ahuecaban la madera en que trabajaban (generalmente madera de pino), con el fin de hacer más ligeros los pasos que eran transportados en andas. Junto a ellos trabajaban carpinteros, pintores y doradores que aportaban su trabajo y conocimientos en la elaboración completa de las obras.
Durante los periodos en que fue sede de la corte castellana (siglos XV y XVI) y después capital del Imperio español (1601-1606), Valladolid y sus alrededores se consolidaron como el principal centro de la escuela escultórica castellana, al instalarse aquí los talleres de destacados imagineros como Juan de Juni o Gregorio Fernández. Su situación geográfica impulsó el uso de los materiales típicos de la escuela, especialmente la madera de nogal y pino. También aportaron obras destacadas los seguidores de los grandes maestros, como Andrés de Solanes, Francisco Fermín, Bernardo del Rincón, Francisco Díaz de Tudanca o Pedro de Ávila.
En reconocimiento de la importante labor de estos escultores, en 2003 se inauguró el Monumento al Imaginero, obra del escultor vallisoletano Jesús Trapote Medina, situado muy cerca de la iglesia de las Angustias.
Desde mediados del siglo pasado, la Semana Santa se ha visto enriquecida de patrimonio con pasos y tallas que han ido completando diferentes pasajes de la Pasión de Cristo. Algunos de estos imagineros son: Jenaro Lázaro Gumiel, Juan Guraya Urrutia, José Antonio Hernández Navarro, Miguel Ángel González Jurado, Miguel Ángel Tapia, etcétera.

## Junta de Cofradías
En marzo de 1946 las cofradías vallisoletanas acuerdan crear la Junta para el Fomento de la Semana Santa, formada por funcionarios municipales, cuyo reglamento fundacional fue aprobado ese mismo mes por el Arzobispo. En febrero de 1959 se transforma en la Junta de Semana Santa de Valladolid, dirigida por un delegado del Ayuntamiento. Tras las reformas de 1979 y 1991, en abril de 1992 pasa a denominarse Junta de Cofradías de Semana Santa de Valladolid, con elecciones democráticas realizadas por las cofradías y mandatos de cuatro años. Durante su historia, la Junta siempre ha estado formada por todas las cofradías penitenciales existentes y activas en ese momento.
La finalidad de la Junta es coordinar la labor de las cofradías de cara a la promoción y difusión de la Semana Santa, la edición de publicaciones relacionadas con ella, la organización de exposiciones y la programación de los horarios y recorridos de las procesiones, así como la transmisión de la doctrina cristiana, la promoción del culto público y el ejercicio de actividades de apostolado. Canónicamente es una Confederación de Cofradías con personalidad jurídica pública, registrada como Asociación Pública en el Archivo de Curia Diocesano.
Actualmente la Junta tiene su sede en la calle Leopoldo Cano, 13, 1º, y está presidida, desde 2018, por Isaías Martínez Iglesias.

## Tradiciones y costumbres

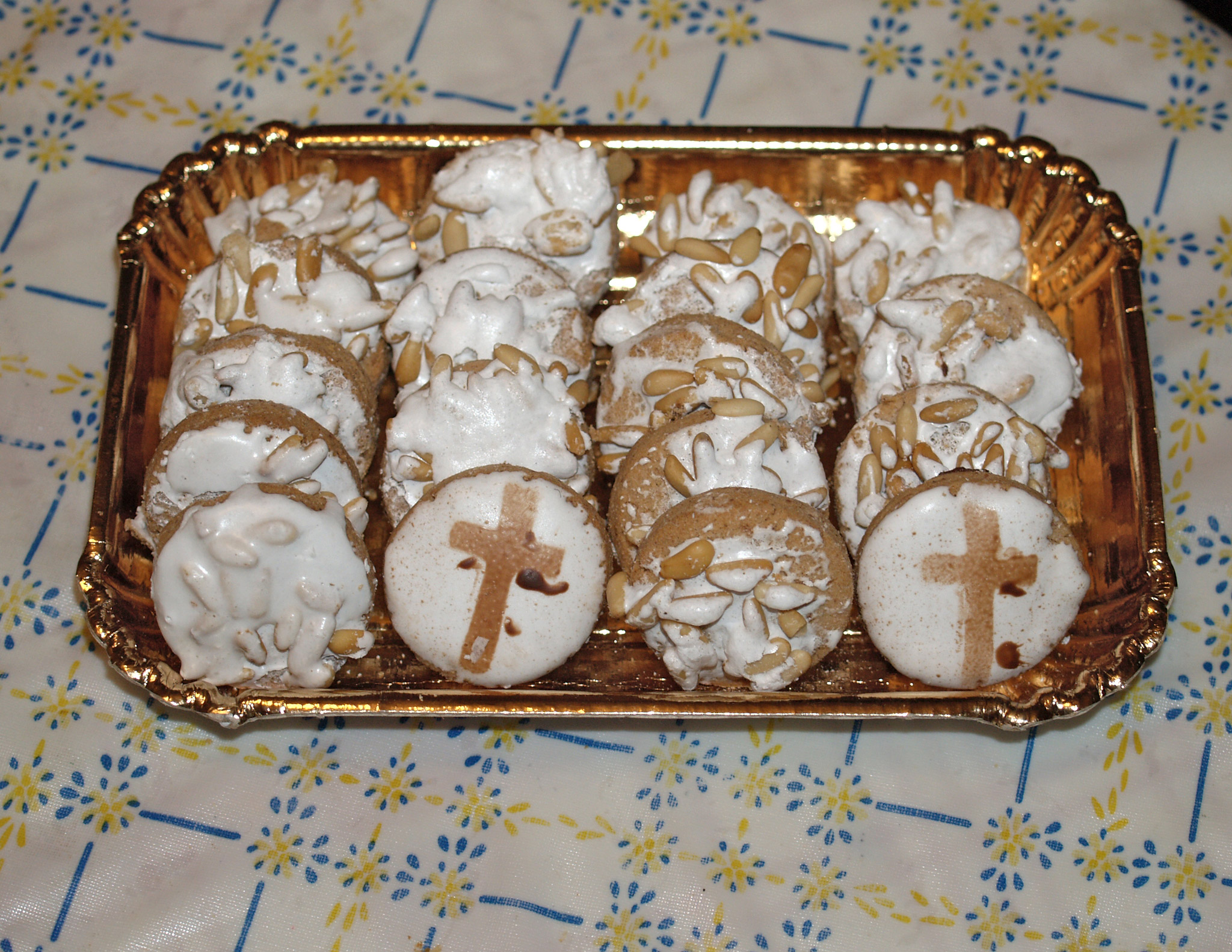
Pastas de Semana Santa, uno de los alimentos que forma parte de la Gastronomía de Semana Santa

- La Semana Santa de Valladolid, como en otras de estas celebraciones que tienen lugar en Castilla se caracteriza por el silencio con el que se desarrollan las procesiones tan solo roto por las bandas de música o de cornetas y tambores participantes.[16]

- Todavía hoy algunas personas ponen sillas en las calles sobre todo para la contemplación de la Procesión General, recuerdo de las muchas que poblaban el recorrido de la procesión.

- Algunos de los pasos desfilan sobre carrozas con ruedas por herencia de los autos sacramentales del Renacimiento. Los pasos propiedad del Museo Nacional de Escultura han de ser llevados a ruedas y con luz eléctrica por exigencia de este, aunque poco a poco, más pasos son procesionados a hombros.

- Durante el Jueves Santo es tradición visitar siete iglesias para rezar ante los Monumentos que las cofradías exponen para su culto y donde están expuestos los pasos preparados para procesionar.

- Aunque se trata de una tradición prácticamente desaparecida, durante el Domingo de Resurrección y los dos días siguientes, se celebraba la fiesta del Sudario. En el convento de Las Lauras, se veneraba una copia del Sudario en que fue envuelto el cuerpo de Jesús al ser enterrado en el sepulcro. Dicha copia se encuentra en la actualidad en el convento de Santa Catalina de Valladolid.

- Algunas cofradías fundadas en el siglo XX son conocidas popularmente por el nombre de las asociaciones de fieles que las precedieron. Así, los luises a la Hermandad Penitencial de Nuestro Padre Jesús atado a la Columna, por haber surgido de las Congregaciones Marianas de San Luis Gonzaga y San Estanislao de Kotska o los josefinos a la Cofradía del Santo Sepulcro y Santísimo Cristo del Consuelo, al haber sido fundada en el seno de la Asociación josefina. Los guiones de la Cofradía de la Exaltación de la Santa Cruz y Nuestra Señora de los Dolores muestran en su reverso la denominación de Ferroviaria, por haber surgido en el seno de la Hermandad Ferroviaria de la Sagrada Familia. La Cofradía de la Orden Franciscana Seglar (V.O.T.) La Santa Cruz Desnuda, fundada a finales del siglo XV, es conocida popularmente como los franciscanos.

- Al paso de El Descendimiento se le denomina el Reventón, ya que en 1741, al entrar en la iglesia Penitencial de Nuestra Señora de la Vera Cruz, aplastó a un comisario. A partir de 1891 El Reventón se convirtió en el primer paso que fue alumbrado sobre una plataforma con ruedas.

- La tradición afirma que El Señor Atado a la Columna preguntó a Gregorio Fernández, su autor: ¿Dónde me miraste que tan bien me retrataste? a lo que el imaginero respondió: En mi corazón, Señor.

- Se cuenta que el Cristo Yacente de la Cofradía del Descendimiento, una de las últimas obras de Gregorio Fernández, fue esculpido para devoción personal del escultor y que, una vez fallecido, apareció terminado al abrirse la puerta de su estudio.

## Influencia en la cultura
En 1948, se realizó un documental sobre la Semana Santa de Valladolid, en el que se hacía un repaso de los diversos actos y procesiones.
La primera parte de la obra de teatro Una muchachita de Valladolid (1957) se desarrolla en la Semana Santa de la ciudad. La película de 1958 basada en la obra recoge varias escenas, algunas de ellas grabadas en la propia Semana Santa de ese año: los cultos al Cristo de las Mercedes en la Iglesia de Santiago, el Pregón de las Siete palabras frente a la Iglesia de San Pablo, la Procesión de esta Cofradía por diversas calles del centro, y el Sermón de las Siete Palabras en la plaza Mayor, momento con el que también finaliza la película. También hay escenas rodadas en el exterior e interior del Museo Nacional de Escultura, sirviendo de pretexto para hacer repaso a algunas de las piezas más importantes que allí se exhiben.
En los años sesenta, el director de escena polaco Jerzy Grotowski se inspiró en los pasos del Museo Nacional de Escultura para los gestos corporales de su montaje de El príncipe constante de Pedro Calderón de la Barca.
En 1988, el grupo Teatro Corsario creó la obra Pasión, dirigida por Fernando Urdiales. Llevando como sobretítulo Puesta en escena inspirada en la imaginería barroca castellana y en los desfiles procesionales de la Semana Santa de Valladolid, constituye una escenificación de la Pasión en la que los actores representan diversos conjuntos procesionales de la Semana Santa de Valladolid en movimiento, acompañado de textos de los Evangelios y de Fray Luis de Granada. La obra se ha mantenido veinticinco años en cartel a lo largo de la geografía española, conmemorándose su aniversario con unas representaciones realizadas al aire libre en el Patio Herreriano de la ciudad, en agosto de 2013.
Desde la década de los noventa, entre las diversas exposiciones temáticas que se realizan en la ciudad, son habituales las que tienen lugar en la sala de exposiciones del Convento de las Francesas sobre alguna cuestión relativa a la escultura procesional, y las de la Casa Revilla, de aspectos más diversos.
La Semana Santa de Valladolid ha gozado tradicionalmente de buena bibliografía, si bien en los últimos años esta está siendo especialmente abundante. Solo en 2014 se presentaron Pregoneros de la Semana Santa de Valladolid (1948-2014) de Miguel Ángel Rodríguez Lanza, editado por el Ayuntamiento; El escultor Gregorio Fernández (1575-1636), apuntes para un libro de Jesús Urrea, por la Universidad; A los pies del Nazareno, recopilatorio de los pregones ofrecidos por la Cofradía de Jesús Nazareno entre 2001 y 2014; y Cofradía de El Descendimiento y Santísimo Cristo de la Buena Muerte (Valladolid): Setenta y cinco años de su fundación (1939-2014) de Javier Burrieza y Luis Luna.

## Himno
El 4 de abril de 2014 se estrenó en la Catedral, tras el pregón de ese año, el himno de la Semana Santa de Valladolid, con música y letra del vallisoletano Carlos Estébanez, que fue interpretado por la Orquesta de Cámara de San Benito y el Coro Musicalia, dirigidos por Félix Ángel del Barrio, que también han realizado la grabación oficial.
Formalmente, se trata de un tema con variaciones precedido de una introducción inicial y concluido por una coda. Está escrito para orquesta y coro de cámara. La primera requiere cuerda, una trompeta, un trombón y caja, mientras que el segundo es un coro mixto a cuatro voces con intervenciones solistas por parte de algunos de sus miembros.
El compositor consideró que esta obra debía ser de libre distribución, postura compartida por la Junta de Semana Santa, por lo que en su página web se puede descargar la grabación oficial, la partitura y la letra. Expresamente se indica que su uso no ha de ser comercial ni lucrativo y ha de indicarse el nombre de su autor y el de la Junta de Cofradías de Semana Santa.
- Enlace a la página de descarga del Himno de la Semana Santa de Valladolid, en la web oficial de la Junta de Cofradías